# Current (Band)
Current war eine US-amerikanische Discoband, das als Studioprojekt von dem Produzenten Joe Saraceno gegründet wurde. Die Band, die lediglich zwei Singles veröffentlichte, erreichte mit einer Coverversion des Songs Gonna Fly Now aus dem Soundtrack des ersten Rocky-Films Platz 94 der US-Billboard Hot 100. Es war 1977 bereits die zweite Coverversion des Songs, die in die Charts kam. Bereits vorher gelang Rhythm Heritage die gleiche Platzierung. Gonna Fly Now war nach Classica’s Love Song ihre zweite und gleichzeitig letzte Single.

## Diskografie
- 1976: Classica’s Love Song (Playboy Records)
- 1976: Theme from "Rocky" (Gonna Fly Now) (Playboy Records)